# Eileen Campbell
Eileen Michelle Campbell (Feldkirch, 17 settembre 2000) è una calciatrice austriaca, attaccante del Friburgo e della nazionale austriaca.

## Carriera

### Nazionale
In un'intervista del 2015, l'allora quindicenne Campbell ha raccontato di aver ricevuto un invito a raggiungere la nazionale austriaca Under-17 per un corso di formazione all'inizio di dicembre 2015, anche se all'epoca aveva solo la cittadinanza britannica. Lo stesso anno ha chiesto la cittadinanza austriaca per poter giocare con le squadre nazionali austriache.
Dopo averla ottenuta ha iniziato a essere chiamata a stage con le formazioni U-17 e U-19, e con quest'ultima convocata dalla Federcalcio austriaca (ÖFB) per due amichevoli contro le pari età della Serbia a fine febbraio e inizio marzo 2018.
Ha debuttato nella nazionale maggiore il 15 novembre 2022, chiamata in occasione dell'amichevole vinta per 3-0 sulla Slovacchia e subentrando a Katja Wienerroither al 66', segnando la sua prima rete nella sua seconda partita, quella che riporta il parità l'incontro all'86', poi vinto per 2-1 dalle austriache in amichevole sui Paesi Bassi il 17 febbraio 2023 al Gozo Stadium di Malta.
In seguito la selezionatrice Irene Fuhrmann la impiega con sempre maggiore regolarità e, dopo un'apparizione in un'amichevole contro il Belgio nell'aprile 2023 (3:2), la inserisce in rosa con la squadra che affronta la prima edizione della UEFA Women's Nations League 2023-2024 facendola debuttare da titolare nel vittorioso incontro per 2-1 con il Portogallo del 27 ottobre 2023.

## Statistiche

### Presenze e reti nei club
| Stagione        | Squadra         | Campionato      | Campionato | Campionato | Coppe nazionali | Coppe nazionali | Coppe nazionali | Coppe continentali | Coppe continentali | Coppe continentali | Altre coppe | Altre coppe | Altre coppe | Totale | Totale |
| Stagione        | Squadra         | Comp            | Pres       | Reti       | Comp            | Pres            | Reti            | Comp               | Pres               | Reti               | Comp        | Pres        | Reti        | Pres   | Reti   |
| --------------- | --------------- | --------------- | ---------- | ---------- | --------------- | --------------- | --------------- | ------------------ | ------------------ | ------------------ | ----------- | ----------- | ----------- | ------ | ------ |
| gen 2024        | Friburgo        | FB              | -          | -          | CG              | -               | -               | -                  | -                  | -                  | -           | -           | -           | 14     | 3      |
| Totale carriera | Totale carriera | Totale carriera | .          | .          | -               | .               | .               | -                  | .                  | .                  | -           | -           | -           | .      | .      |